# Figuier de Barbarie
Opuntia ficus-indica
Espèce
Classification phylogénétique
Statut de conservation UICN

 DD  : Données insuffisantes
Statut CITES
Le Figuier de Barbarie (Opuntia ficus-indica) est une espèce de plante de la famille des Cactaceae, originaire du Mexique, qui s'est naturalisée dans d'autres continents, notamment le bassin méditerranéen, en Afrique du Sud et Afrique du Nord. Il s'agit d'une des deux espèces produisant le fruit comestible appelé figue de Barbarie.
Le figuier de Barbarie a été introduit par l'Homme dans le Bassin méditerranéen et s'y comporte comme une espèce invasive.
Cette espèce appartient à la sous-famille des Opuntioideae, tribu des Opuntieae.
Il a pour autres noms vernaculaires figuier d'Inde et nopal.

## Étymologie
Le nom figuier de Barbarie date du XXe siècle, du temps de la colonisation française en Algérie. Il trouve son origine dans le nom donné au Moyen Âge aux côtes du Maghreb, où le figuier de Barbarie s'est particulièrement bien implanté. Auparavant, on l'appelait figuier d'Inde ou figuier des Indes. Il est aussi connu sous son nom nahuatl de nopal. Au Maghreb, le fruit porte le nom de karmuṣ nṣara, qui signifie « la figue des Chrétiens », ou simplement karmus (karmous), kermus (kermous), akarmus ou akermus. Au Maghreb, il porte aussi le nom de hindi ou kermus lhindi tel que le nommèrent les autochtones pensant que cette plante venait des Indes.

## Description

### Appareil végétatif
C'est une plante arborescente qui peut atteindre de 3 à 5 mètres de haut. Son organisation en cladodes, couramment appelés « raquettes », est particulière. Les cladodes sont des tiges modifiées de forme aplatie, de 30 à 40 cm de long sur 15 à 25 cm de large et de 1,5 à 3 cm d'épaisseur. Unis les uns aux autres, ils tendent à former des branches. Ceux de la base se lignifient pour former au-delà de la quatrième année de croissance un véritable tronc.
Ces cladodes assurent la fonction chlorophyllienne à la place des feuilles, et sont recouvertes d'une cuticule séreuse (la cutine), qui limite la transpiration et les protège contre les prédateurs.

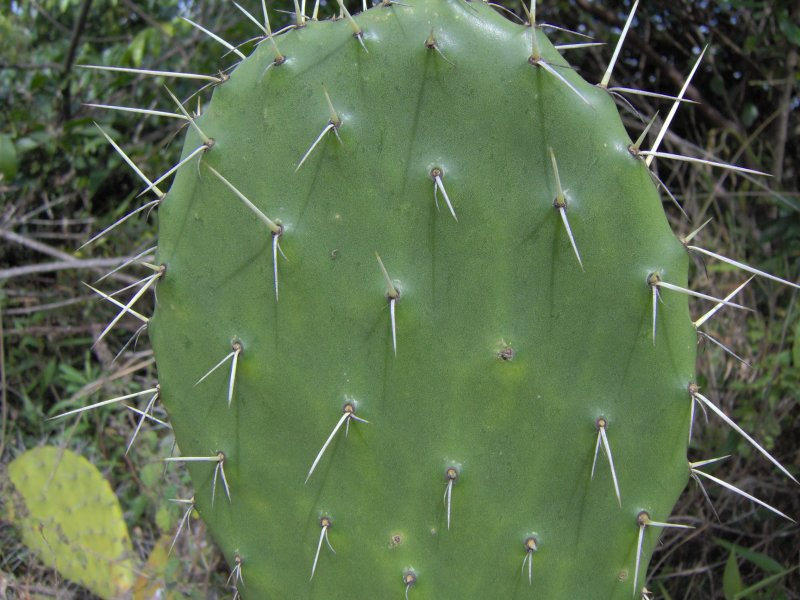
Raquette (Cladode).

Les feuilles ont une forme conique et ont seulement quelques millimètres de long. Elles apparaissent sur les cladodes jeunes et sont éphémères.

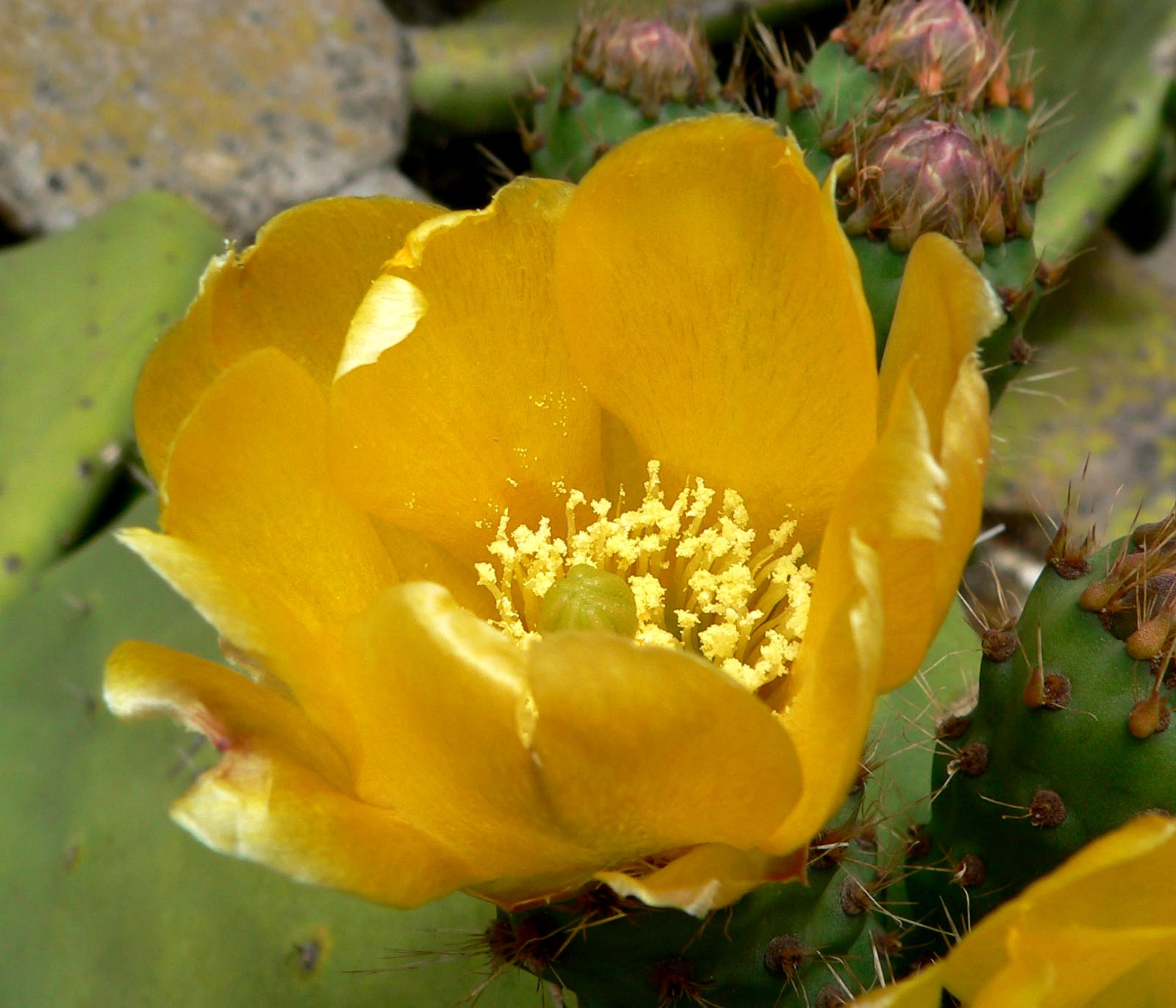
Fleur d'Opuntia ficus-Indica.

À la base des feuilles se trouvent les aréoles (environ 150 par cladode) qui sont des bourgeons axillaires modifiés, typiques des Cactacées. Leur méristème, selon les cas, produit des épines et des glochides, ou bien émet des racines adventives, de nouveaux cladodes ou des fleurs. À noter que même l'ovaire et donc le fruit est couvert d'aréoles susceptibles d'émettre à nouveau des fleurs ou des racines.
Les épines proprement dites, blanchâtres, sclérifiées, solidement implantées, sont longues de 1 à 2 cm. Il existe des variétés inermes, sans épines.

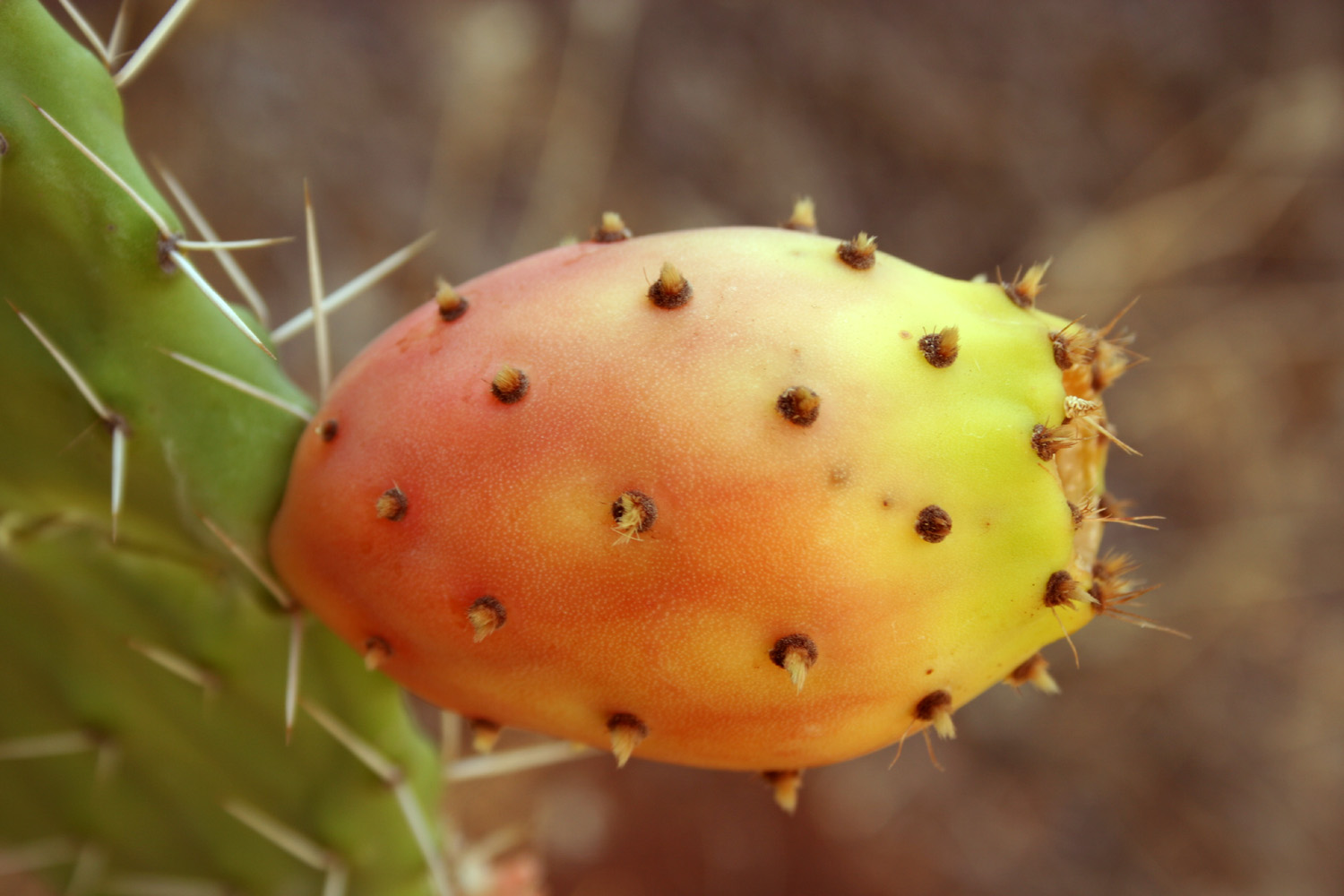
Fruit, ou figue de Barbarie.

Les glochides, fines épines de quelques millimètres, de couleur brunâtre, se décrochent facilement, mais munis de minuscules écailles en forme d'hameçons s'implantent solidement dans la peau et sont très difficiles à retirer. Ils se cassent facilement quand on cherche à les enlever.
Ils sont toujours présents y compris dans les variétés inermes.
L'appareil racinaire est superficiel, se concentrant dans les 30 premiers centimètres du sol, mais en revanche très étendu.

### Appareil reproducteur
Les fleurs sont à ovaire infère, uniloculaire. Le pistil est surmonté d'un stigmate multiple. Les étamines sont très nombreuses. Les sépales peu apparents et les pétales bien visibles de couleur jaune orange.
Les fleurs se différencient en général sur des cladodes âgés d'un an, le plus souvent sur les aréoles situées au sommet du cladode ou sur la face la plus exposée au soleil. En principe, une seule fleur apparaît dans chaque aréole. Les jeunes fleurs portent des feuilles éphémères caractéristiques de l'espèce. Un cladode fertile peut porter jusqu'à une trentaine de fleurs, mais ce nombre varie énormément selon la position du cladode sur la plante, son exposition, et aussi selon des facteurs physiologiques (nutrition).
Le fruit, ou figue de Barbarie, est une baie charnue, uniloculaire, à nombreuses graines (polyspermique) dont le poids peut varier de 150 à 400 g. Il dérive de l'ovaire infère adhérent au réceptacle floral. Certains auteurs le considèrent comme une fausse arille. Sa couleur est variable selon les variétés : jaune, rouge, blanc... La forme est également très variable, non seulement selon les variétés mais aussi selon l'époque de formation : les premiers sont arrondis, les plus tardifs ont davantage une forme allongée de pédoncule. Le nombre de graines est très élevé ; de l'ordre de 300 pour un fruit de 160 grammes.

## Distribution

Blason mexicain.

L'espèce est originaire du Mexique, où elle est appelée nopal et figure dans les armoiries du drapeau mexicain. Le figuier de Barbarie était inconnu en Europe avant les voyages de Christophe Colomb. Il fut décrit de façon précise pour la première fois en 1535 par l'Espagnol Gonzalo Fernández de Oviedo y Valdés dans son Histoire des Indes occidentales. Sa morphologie insolite frappa les premiers conquistadors. Outre les fruits, c'est l'élevage de la cochenille qui attira surtout leur attention, mais l'élevage de cette dernière aux îles Canaries ne fut réussi qu'au XIXe siècle. La plante se répandit d'abord dans les jardins botaniques comme curiosité. Naturellement, le figuier de Barbarie se reproduit par multiplication végétative (versus reproduction sexuée).
Le figuier de Barbarie aurait été introduit en 1535 dans la région de Monaco et de Menton par le Père Baptiste de Savone, franciscain à Carnolès et chapelain d'Honoré ler qui avait suivi le jeune prince faisant ses premières armes sous les yeux de Charles Quint, a l'assaut de Tunis avec ses galères monégasques ; il aurait rapporté de ce pays selon la tradition six feuilles de Ficus indica. La plante se naturalise rapidement mais l'histoire reste muette sur l'accueil fait à cet étrange organisme dont les formes et la silhouette auraient fasciné le Jean-Baptiste de Lamarck lors de son séjour à Monaco en 1763.
Le figuier de Barbarie s'est diffusé rapidement dans le bassin de la Méditerranée et s'y est naturalisé au point de devenir un élément caractéristique du paysage, notamment en région PACA et en Corse. Sa diffusion est due autant à l'homme (qui embarquait des cladodes comme aliment anti-scorbutique) qu'aux oiseaux qui en mangeant les fruits assurent la dispersion des graines. Il s'est répandu également dans l'hémisphère sud, notamment en Afrique du Sud, à Madagascar, à La Réunion et à l'île Maurice, en Inde et au Sri Lanka, ainsi qu'en Australie et en Nouvelle-Calédonie.
Dans la plupart de ces pays, ce fut véritablement un fléau, l'espèce devenant volontiers envahissante. Seule la lutte biologique, par l'introduction d'insectes parasites comme le papillon Cactoblastis cactorum et la cochenille Dactylopius opuntiae (en), put en venir à bout dans les années 1920-1925. Elle est encore envahissante dans certains pays africains, notamment en Namibie, où on a utilisé un composé d'arsenic (le méthanearséniate monosodique, herbicide et fongicide sur les cultures de coton et les terrains de golf), qui semblait plus efficace que le glyphosate. Elle figure dans la liste d'espèces envahissantes classées parmi les plus nuisibles au XXIe siècle en Europe.
De nos jours la plante est cultivée dans de nombreux pays, notamment au Maroc, au Mexique, en Algérie, en Tunisie, aux États-Unis, au Chili, en Afrique du Sud, en Grèce, en Israël, en Turquie, en Italie  (Sicile, Sardaigne, Pouilles), au Portugal... Dans nombre de ces pays, elle est appelée "figue du diable" ou plus souvent "figue d'Inde" (karmous l'hendi ou l'hendia, en arabe).

## Culture

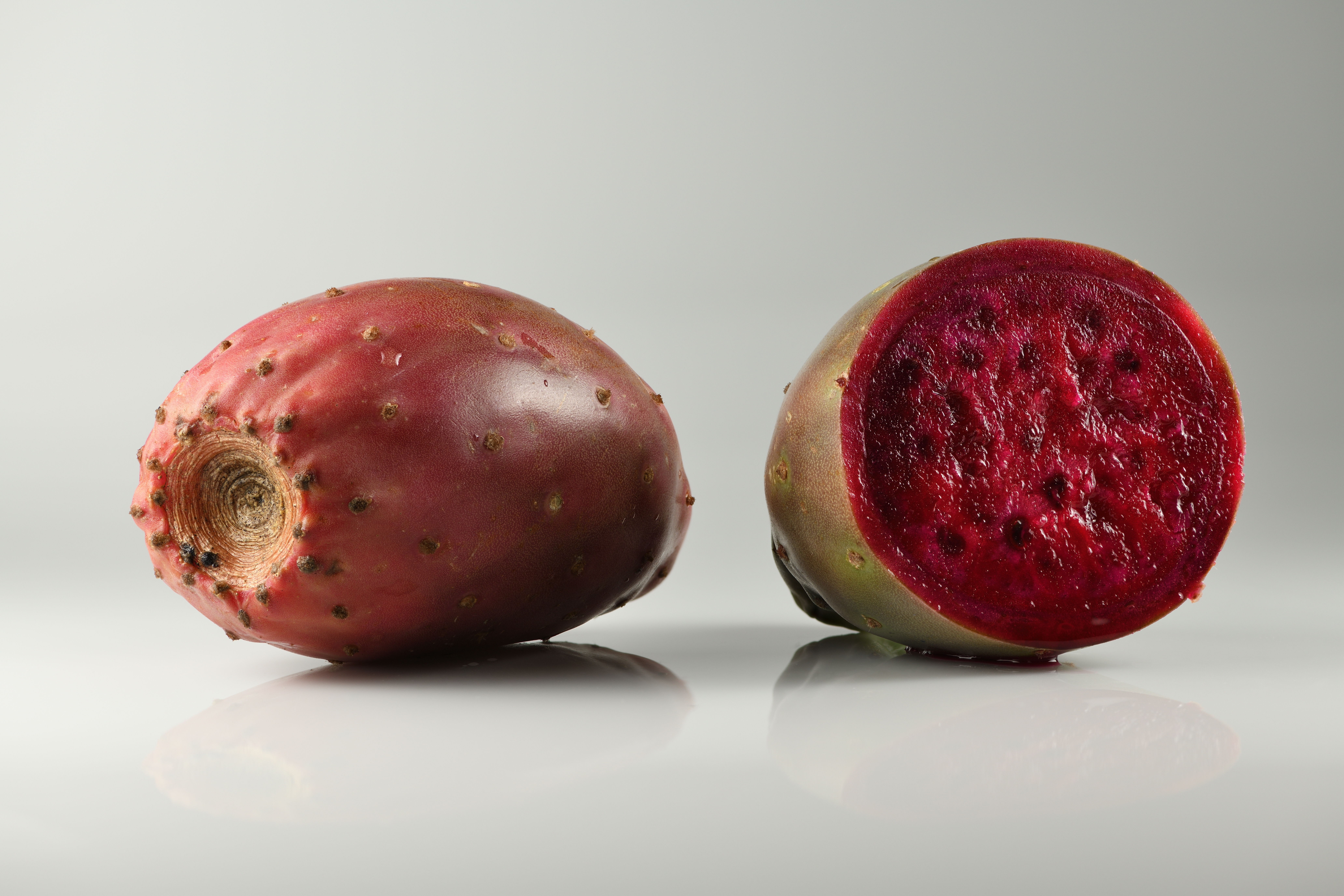
Fruits 'Ruby'

Le figuier de Barbarie est cultivé principalement pour la production de fruits. On le cultive aussi pour la production de nopalitos (jeunes cladodes consommés comme légumes au Mexique) ou marginalement pour l'élevage de la cochenille Dactylopius coccus, pour la production d'un colorant rouge, aux îles Canaries.
Il nécessite un climat chaud et une exposition bien ensoleillée. Il préfère un sol filtrant et bien drainé, de pH neutre.
La multiplication peut se faire soit par semis, soit par bouture, en partant de cladodes âgés de un à deux ans.
La taille, à exécuter au printemps ou en fin d'été, sert à empêcher le contact entre les cladodes, ainsi qu'à éliminer ceux qui sont malformés ou endommagés.
Pour améliorer le rendement, il est opportun d'apporter une fertilisation phospho-potassique, de préférence organique.
En culture irriguée, on peut obtenir un rendement de 250 à 300 quintaux de fruits à l'hectare.

### Variétés
La gamme des variétés en culture se limite en substance à trois cultivars qui diffèrent par la coloration du fruit : jaune (Sulfarina), blanche (Muscaredda) et rouge (Sanguigna, cultivar le plus épineux aussi utilisé en barrière défensive).
Le cultivar Sulfarina est le plus répandu en Italie pour sa plus grande capacité productive aux méthodes de culture intensive et pour son caractère presque inerme. La tendance en général est d'intégrer la culture des trois cultivars, de manière à fournir au marché un produit caractérisé par sa diversité chromatique.
Sa rusticité peut être qualifiée de moyenne (idéalement Zone USDA 9) ; bien exposé et en sol drainant, il peut être cultivé au nord de la Loire en France. Certains cultivars pourraient supporter des températures allant jusqu'à -10° C mais mieux vaut éviter de trop longues périodes sous les -5° C surtout en zone humide et/ou sur de jeunes plants.
On veillera à le planter de manière isolée (comme plante d'ornement), voire inaccessible, notamment en présence d'enfants car les épines sont de véritables harpons et les blessures peuvent être très douloureuses.

## Utilisation

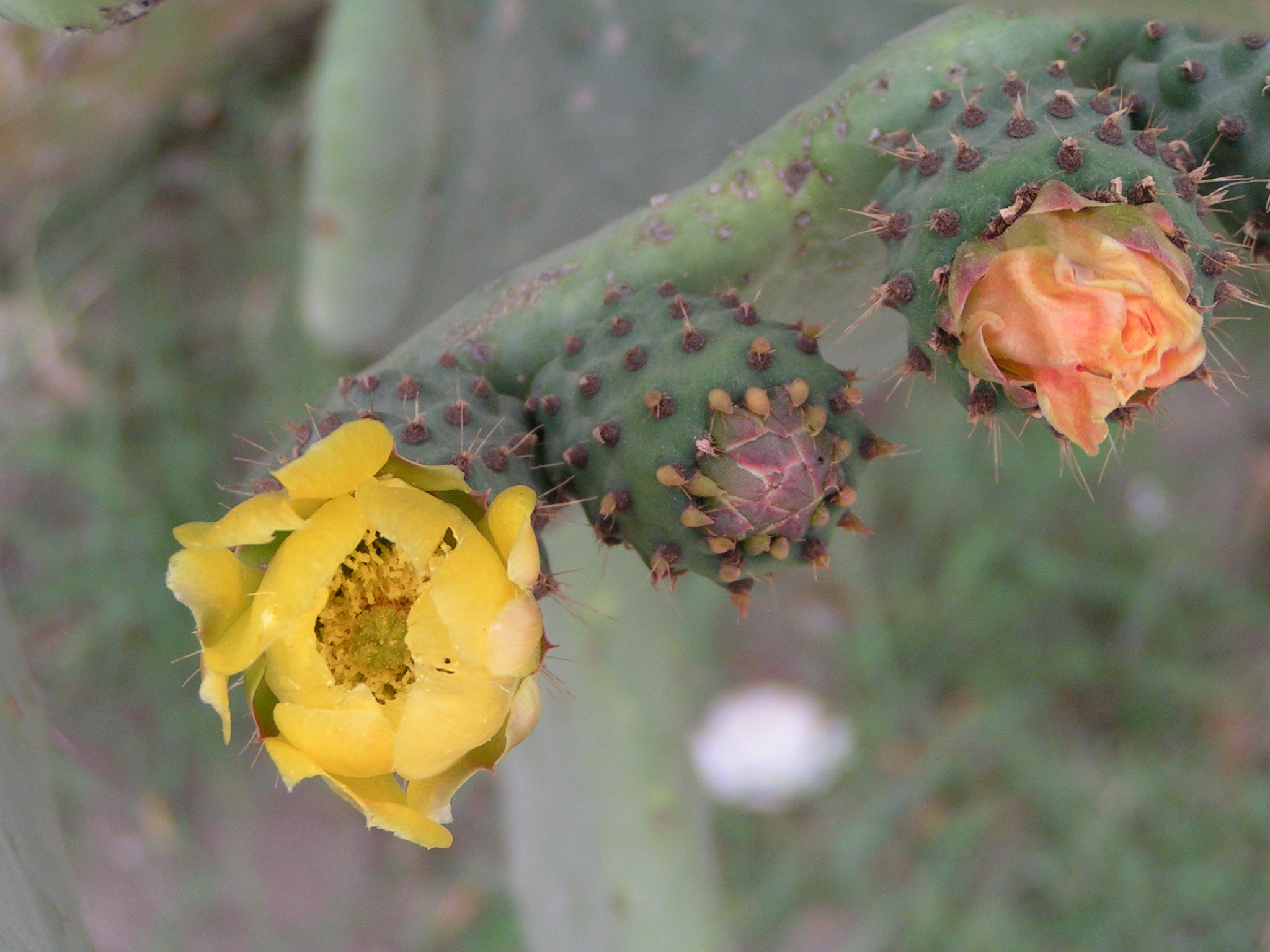

Le figuier de Barbarie est une plante très utile pour les régions arides. Ses utilisations sont multiples :

### Alimentation humaine
- Production de fruits (figues de Barbarie)[1]. Il existe plusieurs méthodes pour débarrasser le fruit des glochides en les frottant avec un balai, ou une brosse, à sec ou dans l'eau. Le fruit peut être pelé sans contact avec les doigts. Il est conseillé aussi de les rouler dans du papier journal[9].
- Produits dérivés : des huiles ou macérats très nourrissants à base de fleurs ou de fruits pour la peau. En Sicile, le Fico d'India ou "Ficodi" est une liqueur réalisée à partir de ses fruits.
- Huile de figue de Barbarie : L'huile de figue de barbarie est réalisée à partir des pépins du fruit et la production en Afrique du nord (Tunisie, Maroc, Algérie...) s'est beaucoup développée ces 10 dernières années[10],[11]. Elle est utilisée en cuisine et est riche en acide linoléique, acide gras de type Oméga 6.
- Vinaigre de figue de barbarie : Il est fabriqué à partir du jus de figue de barbarie biologique cueillie le plus tard possible à l’automne pendant qu’il est gorgé de sucre.La teneur en sucre est de 30 % à 50 %.
- Les fruits sont gorgés de vitamine C (0,04 % du jus[12]). Les fleurs aussi en contiennent une grande quantité.
- Production de légumes (consommation des jeunes raquettes, les nopalitos, au Mexique) : riche en vitamine C, cuivre, magnésium, fer...
- Effet notoire de réduction des taux de glucose sanguin, de cholestérol et de triglycérides sanguins[13].
- Colorants alimentaires naturels : en effet 2 pigments ont été identifiés dans le figuier de Barbarie : un pigment jaune l'indicaxanthine[14],[15] et un autre rouge-violet la bétanine (5-O-glucose bétanidine)[16],[17]. Le jus obtenu à partir du fruit contient de 0,22 à 0,25 % d'indicaxanthine et de bétanine 0,027 % (fruit jaune orangé) à 0,3 % (fruit violacé)[12].

### Alimentation animale
- Fruits

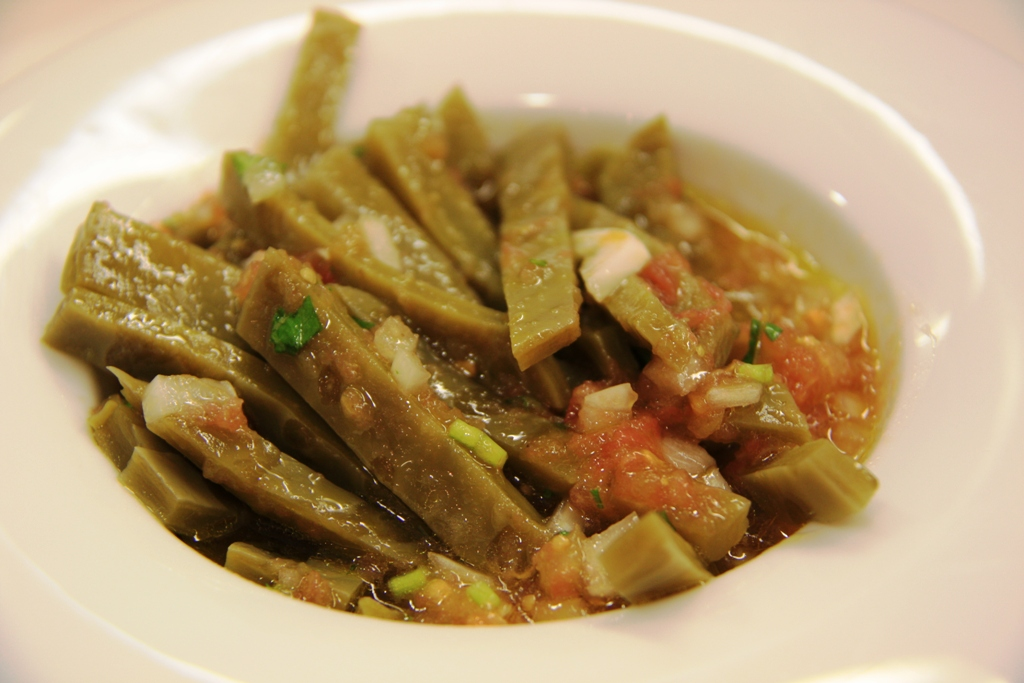
Salade de raquettes du figuier de barbarie.

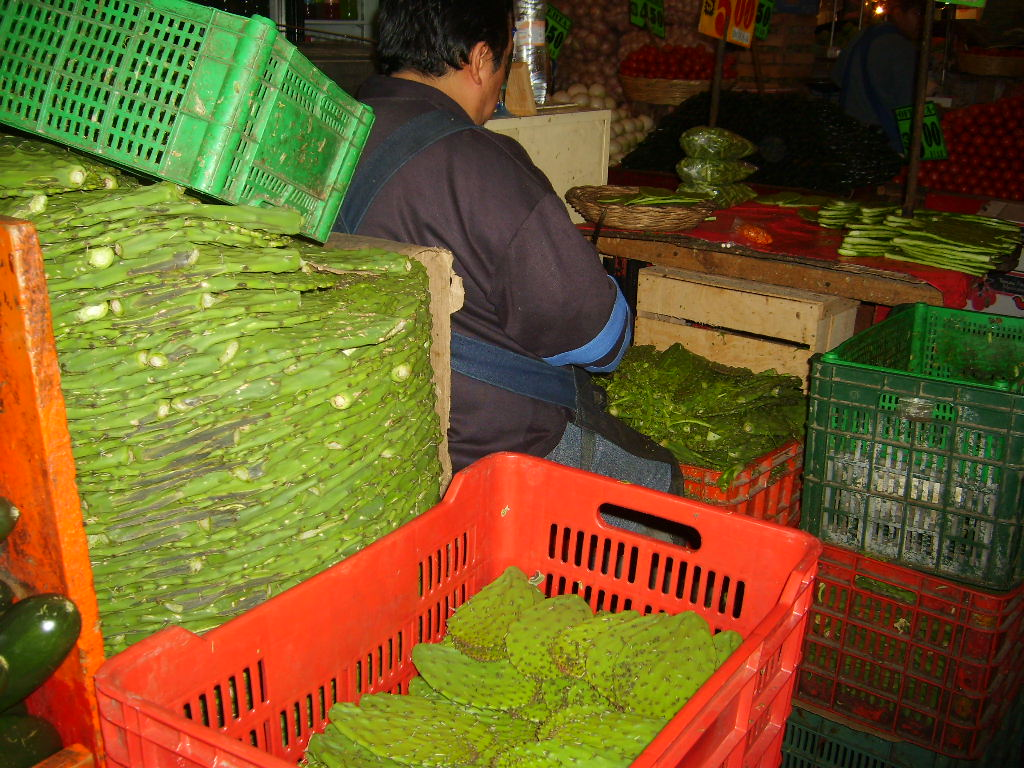
Commerce des raquettes.

- Raquettes (à usage de fourrage)[18],[19]

### Utilisation agricole
- Formation naturelle de haies défensives.
- Sert de barrière coupe feux.

### Biocarburant
- Bioéthanol, biogaz

### Environnement
- Lutte contre l'érosion
- Conquête des sols
- Purification de l'eau : en plongeant le mucilage, la substance de la gomme de ce cactus qui confère à la plante son pouvoir de floculation, dans une eau contaminée par des sédiments et des bactéries, l'eau est purifiée par l'agglomération des sédiments et une grande partie des bactéries qui tombent au fond. L'eau est rendue potable à 98 %[20].

### Usages thérapeutiques et cosmétiques
- La figue de Barbarie est un puissant antidiarrhéique et un constipant.
- Elle est très utilisée par la médecine populaire au Mexique et au Maghreb.
- La plante aurait de nombreuses propriétés cicatrisantes et anti-âge. Elle est utilisée en crème de jour, après-soleil, antirides, anti-vergetures. En effet, l'huile de figue de Barbarie est riche en vitamines et minéraux, ainsi qu’en actifs réputés pour leurs propriétés antioxydantes, agissant ainsi contre le vieillissement cutané. Les pouvoirs de cette huile dépasseraient ceux de l’huile d’argan. Hydratante, nourrissante et adoucissante, l’huile de figue de Barbarie possède, entre autres, 65 % d’acides gras polyinsaturés (contre 33 % pour l’argan), ainsi qu’un taux de vitamine E (antioxydante) supérieur à 100 mg/100 g, contre 65 mg pour l’argan[21].
- Le vinaigre de figue de barbarie est utilisé comme produit minceur. Il régule l'appétit, favorise un ventre plat et réduit les graisses dans le sang. Il soulage les troubles digestifs et combat la constipation.
- La poudre de raquette de figuier de Barbarie permettrait, en entrant en contact avec les lipides contenus dans l’estomac, de ralentir l'absorption de ces derniers par l'organisme[22].

### Usage ornemental
- Plante de jardins d'ornement

### Usage industriel
- Colorants naturels extraits des fruits
- Production d'un colorant rouge par l'élevage d'une cochenille
- Production de mucilages (notamment pour les adhésifs)
- Cuir végétal, pour vêtements[23]

## Synonyme
- Cactus ficus-indica L.

## Divers
- En hébreu, le figuier de barbarie se dit tzabar, ce qui conduit à l'usage du terme « Sabra » pour désigner les Juifs natifs d'Israël, par analogie avec ce fruit à la fois « épineux et tenace (brut et masculin) à l'extérieur, et doux et sucré (sensible et délicat) à l'intérieur ».
- En berbère, les figues de barbarie se disent Taknarit, aknari ou takarmoust[réf. nécessaire], dépendant des régions.